# 糸数敬作
糸数 敬作（いとかず けいさく、1984年11月7日 - ）は、沖縄県沖縄市出身の元プロ野球選手（投手）、実業家、野球解説者。右投右打。

## 経歴

### プロ入り前
中部商業高校3年夏、第84回全国高等学校野球選手権大会にエースとして同校初出場に導くが、初戦で高市俊が投げる帝京高に敗れた。
亜細亜大学入学後は、部員の不祥事による出場停止、2部降格を経験する。4年春1部に復帰すると2006年秋季の東都大学野球リーグでは5勝を挙げ、防御率0.76の好成績で優勝の原動力となり、最高殊勲選手、最優秀投手、ベストナインの三冠に輝いた。続く第37回明治神宮野球大会でも、決勝で早稲田大学の宮本賢に投げ勝つなど、亜大の4年ぶり3度目の優勝に貢献した。
東都大学1部リーグ公式戦での通算成績は、26試合の登板で、8勝6敗、防御率2.33、94奪三振、2部1季は5試合で2勝。この成績を受けて、2006年のプロ野球ドラフト会議（大学生・社会人ほか対象の部）では、北海道日本ハムファイターズに3巡目で指名された。

### プロ入り後
即戦力として期待されるも、2007年、2008年の2年間一軍出場なし。二軍では2007年は30試合に登板してチーム最多のイニング数を投げ、7勝2敗、防御率2.97。2008年は登板18、防御率3.24。
2009年
3月、投球フォームをオーバースローからサイドスローに変更。当時日本ハムの二軍投手コーチを務めていた小林繁に「俺に任せてくれたら、最後まで面倒を見る」と言われ、決意した。同年5月に一軍初昇格、初登板。勝ち運に恵まれなかったが、6月30日に6試合目の先発で念願のプロ初勝利を挙げた。7月7日の埼玉西武ライオンズ戦では自分のユニフォームを宿舎に忘れ、ブライアン・スウィーニーのユニフォームを借りて出場したが、この試合で5回途中までに6失点してノックアウト。試合後に二軍落ちするも、再昇格した際にはチームの6連敗を止める勝利、9連戦の最中の完投勝利など、故障したダルビッシュ有の穴を埋めた。クライマックスシリーズ第2ステージの第2戦に先発し岩隈久志相手に投げ勝つも、日本シリーズ第3戦ではウィルフィン・オビスポとの投げ合いに敗れて敗戦投手となった。
2010年
3月30日のシーズン初先発は7回7失点の大乱調で翌日に二軍降格を命じられた。二軍ではイースタン・リーグ最優秀防御率を獲得するも一軍では通用しなくなり、防御率を前年よりも大幅に悪化させた。
2011年
シーズン初先発となった6月9日の中日ドラゴンズ戦では6回途中までを2失点に抑えるが、日程の関係でローテーションから外される。7月1日の埼玉西武ライオンズ戦でシーズン初勝利、8月17日の千葉ロッテマリーンズ戦でプロ初完封勝利を挙げるが、好調時が長く続かない不安定な投球のため一軍に定着できず、同年シーズンは2勝のみに終わった。二軍ではリーグ3位の防御率であった。10月5日に右肘関節遊離骨除去手術を受けた。
2012年
前年より腕を上げた投球フォームに改造。二軍のエースとして規定投球回に達し8勝を挙げたものの、一軍ではリリーフで1試合登板したのみに終わる。
2013年
右肘痛、右肩痛などの影響で、一軍への登板機会がないまま、10月1日に球団から戦力外通告を受けた。

### 現役引退後
戦力外通告後の2013年11月10日に、第1回12球団合同トライアウトへ参加。この時点では、「トライアウトで移籍先が決まれば現役を続ける」という意向を見せる一方で、「ダルビッシュ有や大谷翔平などのすごい投手を見て自分の力を理解したので、移籍先がなければ、地元の沖縄県でダイビングショップを営む」という決意も示していた。しかし、トライアウト後にどの球団からも獲得のオファーがなかったことから、そのまま現役を引退した。故郷に近い沖縄県恩納村でダイビングショップを開業することを目標に、知人が営むショップで修業を積み、2014年10月1日より同県読谷村にダイビングショップをオープンさせた。
その一方で、沖縄県内54年振りのパシフィック・リーグ公式戦であった2016年6月28日のオリックス・バファローズ対東北楽天ゴールデンイーグルス戦（沖縄セルラースタジアム那覇）では、琉球放送制作のラジオ中継『RBCiラジオ エキサイトナイター』（TBCラジオとの相互ネット分）に野球解説者として出演した。翌年2017年6月27日に開催された埼玉西武ライオンズ対千葉ロッテマリーンズ戦の同番組にも解説者として出演したが試合途中に降雨ノーゲームとなった。

## プレースタイル・人物
愛称は「アグー」。
120km/h前後のスライダー、チェンジアップを織り交ぜつつ、130km/h強のフォークボールなや狙って落として来る。サイドスロー転向後は、速球の最速は148㎞/hである。一軍投手コーチの吉井理人は2010年に「
球威を諦めきれず、速球を求めすぎたためフォームを崩し、腕の位置を固定できず、持ち味の腕の振りと球速の差で打ち取る投球ができなくなり大不振となった」と分析している。
非常に明るい性格であり、2009まで日本ハムで同僚だった稲田直人の話によると「いつでも笑ってるやつ」とのこと（FFFFFのGoGo直人でのインタビュー談にて）。
2010年の春季キャンプでは投手キャプテンに任命されたがすぐに解任され、後輩の榊原諒が引き継いだ。
2010年のシーズン終了後には、所属選手にマリンスポーツを禁じている球団の方針をよそに、義兄の紹介でスキューバダイビングを初体験。「現役生活を終えたらスキューバダイビングの仕事をしたい」と思うようになるほど魅了されたあげく、球団には内緒で「オープンウオーター・ダイバー」のライセンスを取った。その一方で、大学時代に高校の教員免許（公民）を取得したため、戦力外通告の直後には周囲から高校教員への転身を勧められていた。

## 詳細情報

### 年度別投手成績
| 年 度     | 球 団     | 登 板 | 先 発 | 完 投 | 完 封 | 無 四 球 | 勝 利 | 敗 戦 | セ 丨 ブ | ホ 丨 ル ド | 勝 率 | 打 者 | 投 球 回 | 被 安 打 | 被 本 塁 打 | 与 四 球 | 敬 遠 | 与 死 球 | 奪 三 振 | 暴 投 | ボ 丨 ク | 失 点 | 自 責 点 | 防 御 率 | W H I P |
| --------- | --------- | ----- | ----- | ----- | ----- | -------- | ----- | ----- | -------- | ----------- | ----- | ----- | -------- | -------- | ----------- | -------- | ----- | -------- | -------- | ----- | -------- | ----- | -------- | -------- | ------- |
| 2009      | 日本ハム  | 13    | 12    | 2     | 0     | 0        | 4     | 5     | 0        | 0           | .444  | 295   | 71.0     | 53       | 8           | 27       | 0     | 8        | 43       | 0     | 0        | 40    | 36       | 4.56     | 1.13    |
| 2010      | 日本ハム  | 8     | 8     | 0     | 0     | 0        | 2     | 2     | 0        | 0           | .500  | 159   | 36.1     | 38       | 10          | 10       | 0     | 4        | 17       | 0     | 0        | 29    | 27       | 6.69     | 1.32    |
| 2011      | 日本ハム  | 5     | 5     | 1     | 1     | 0        | 2     | 1     | 0        | 0           | .667  | 118   | 26.0     | 33       | 2           | 3        | 0     | 5        | 14       | 0     | 0        | 15    | 13       | 4.50     | 1.38    |
| 2012      | 日本ハム  | 1     | 0     | 0     | 0     | 0        | 0     | 0     | 0        | 0           | ----  | 3     | 0.1      | 1        | 0           | 1        | 0     | 0        | 0        | 0     | 0        | 0     | 0        | 0.00     | 6.00    |
| 通算：4年 | 通算：4年 | 27    | 25    | 3     | 1     | 0        | 8     | 8     | 0        | 0           | .500  | 575   | 133.2    | 125      | 20          | 41       | 0     | 17       | 74       | 0     | 0        | 84    | 76       | 5.12     | 1.24    |

### 記録
投手記録
- 初登板：2009年5月17日、対オリックス・バファローズ11回戦（京セラドーム大阪）[4]、7回裏に3番手で救援登板、1回1失点
- 初奪三振：同上、7回裏2死に塩崎真[4]から見逃し三振
- 初先発：2009年5月25日、対中日ドラゴンズ2回戦（ナゴヤドーム）、6回3失点（自責点2）で敗戦投手
- 初完投：2009年6月2日、対広島東洋カープ1回戦（札幌ドーム）、9回3安打2失点で敗戦投手
- 初勝利・初先発勝利：2009年6月30日、対東北楽天ゴールデンイーグルス10回戦（札幌ドーム）[4]、6回2安打1失点
- 初完投勝利：2009年9月19日、対オリックス・バファローズ19回戦（京セラドーム大阪）、9回5安打1失点
- 初完封勝利：2011年8月17日、対千葉ロッテマリーンズ14回戦（QVCマリンフィールド）[4]
- 初登板で対戦した第1打者に被本塁打：上記「初登板」の項を参照、7回裏無死にホセ・フェルナンデスに左中間へソロ ※史上56人目（パ・リーグ30人目、日本ハムの投手では2002年10月5日の江尻慎太郎以来3人目）

打撃記録
- 初安打：2009年5月25日、対中日ドラゴンズ2回戦（ナゴヤドーム）、4回表に朝倉健太から左前安打

### 背番号
- 20 （2007年 - 2013年）

### 登場曲
- THE BOOM 『島唄』
- DIAMANTES 『琉神マブヤー2（ターチ）』